# Thor amboinensis
Espèce
Thor amboinensis est une espèce de crevette de la famille des Hippolytidae.

## Description et caractéristiques
C'est une petite crevette de 2 cm maximum qui vit en groupe, en symbiose avec une anémone de mer partageant parfois celle-ci avec des poissons ou des crabes symbiotiques.
Attirante par ses couleurs, elle a la particularité de tenir son abdomen surélevé par rapport au céphalothorax, et de bouger en effectuant un mouvement de balancier. Comme tout invertébré marin, elle est sensible aux changements de pH et de salinité, mais aussi au manque d’oxygène.

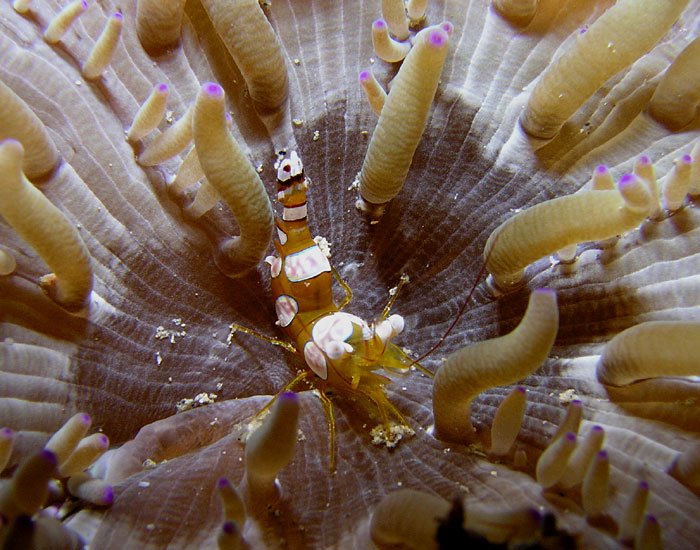
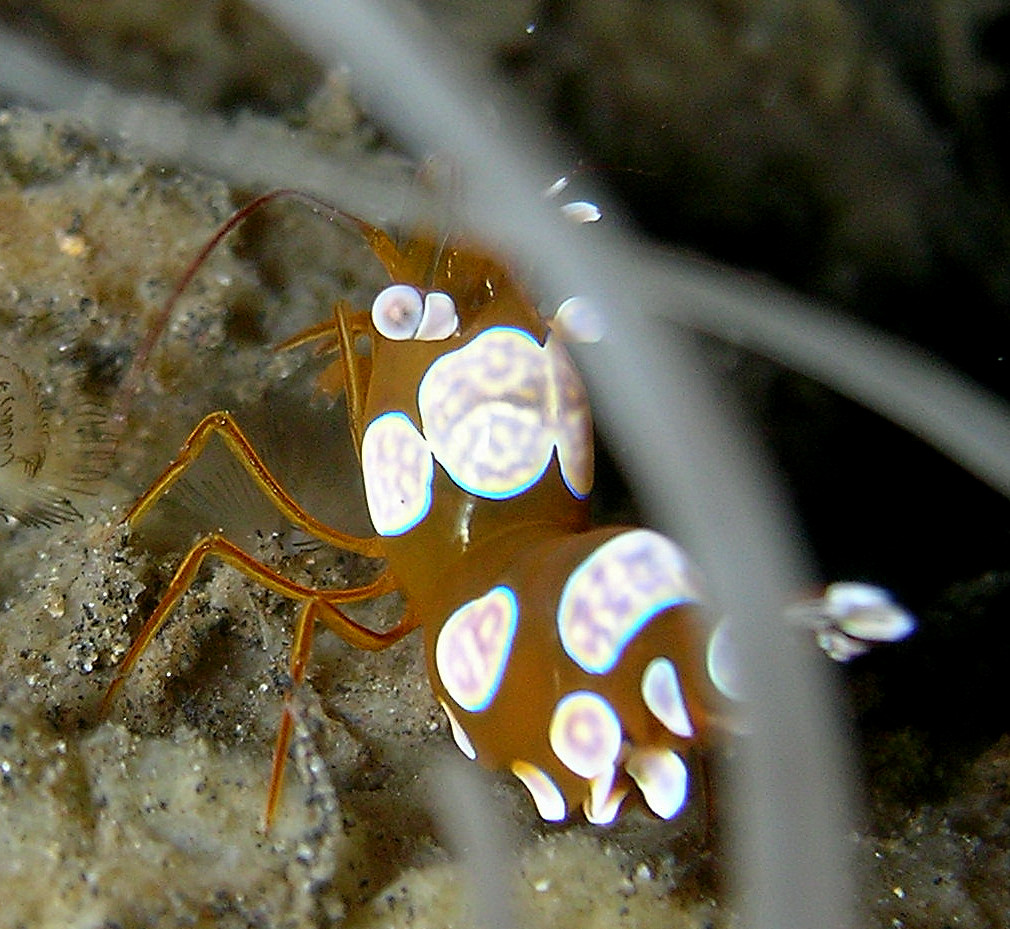
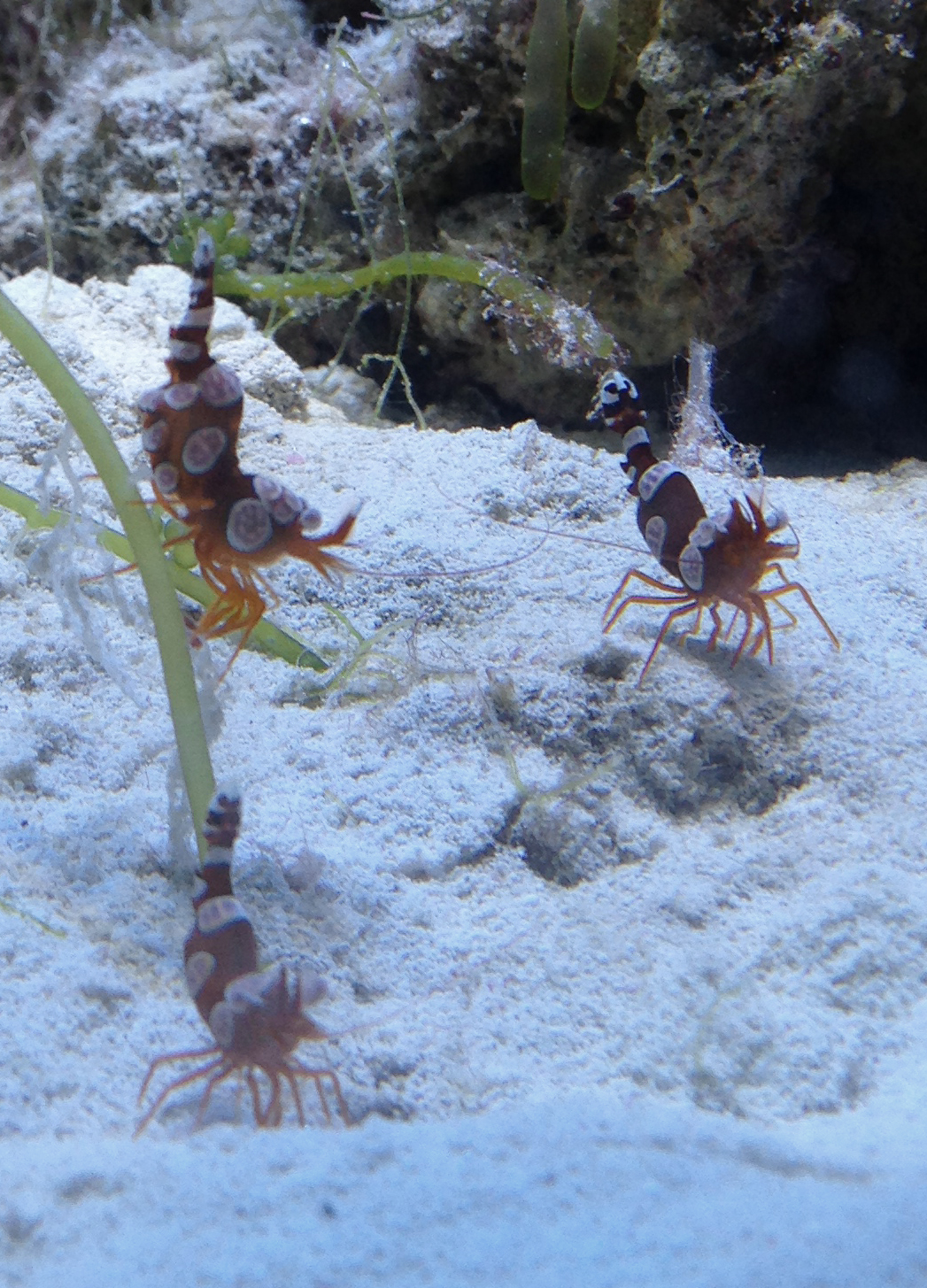

## Habitat et répartition

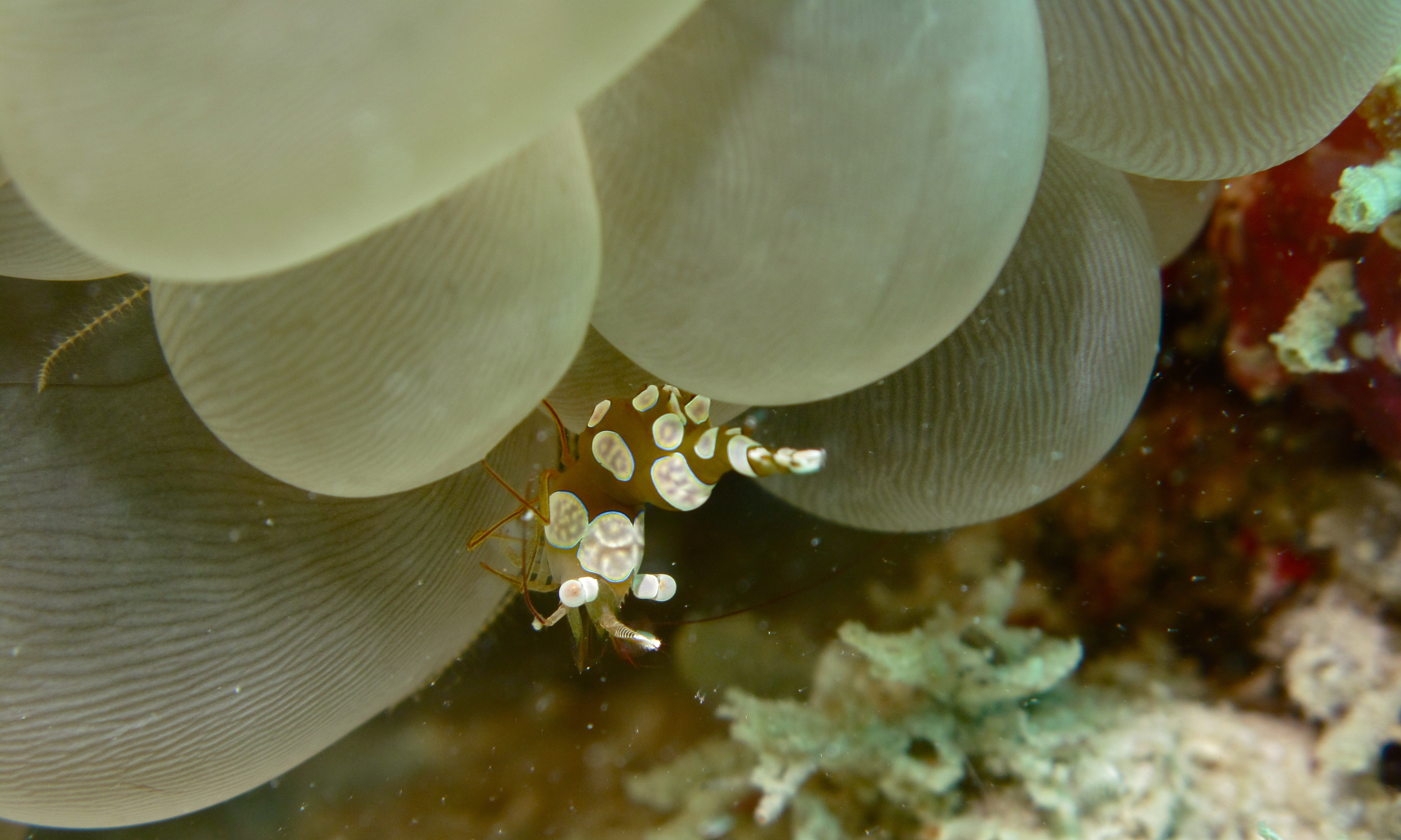
Thor amboinensis sur le corail Plerogyra sinuosa

C'est une espèce pantropicale, qui vit en association avec des anémones ou des coraux.
La destruction des anémones et des coraux par le réchauffement climatique, les pollutions et la surpêche causés par l'homme menace la crevette Thor amboinensis (et aussi les poissons-clowns, les crabes porcelaine et les crabes pom-pom girl...).